# Kościół Świętej Katarzyny Aleksandryjskiej w Kędzierzynie Koźlu
Kościół Świętej Katarzyny Aleksandryjskiej w Kędzierzynie-Koźlu – rzymskokatolicki kościół parafialny w Kędzierzynie-Koźlu, w województwie opolskim. Należy do dekanatu Kędzierzyn diecezji opolskiej. Mieści się przy ulicy Stanisława Staszica, w dzielnicy Sławięcice.

## Historia i architektura

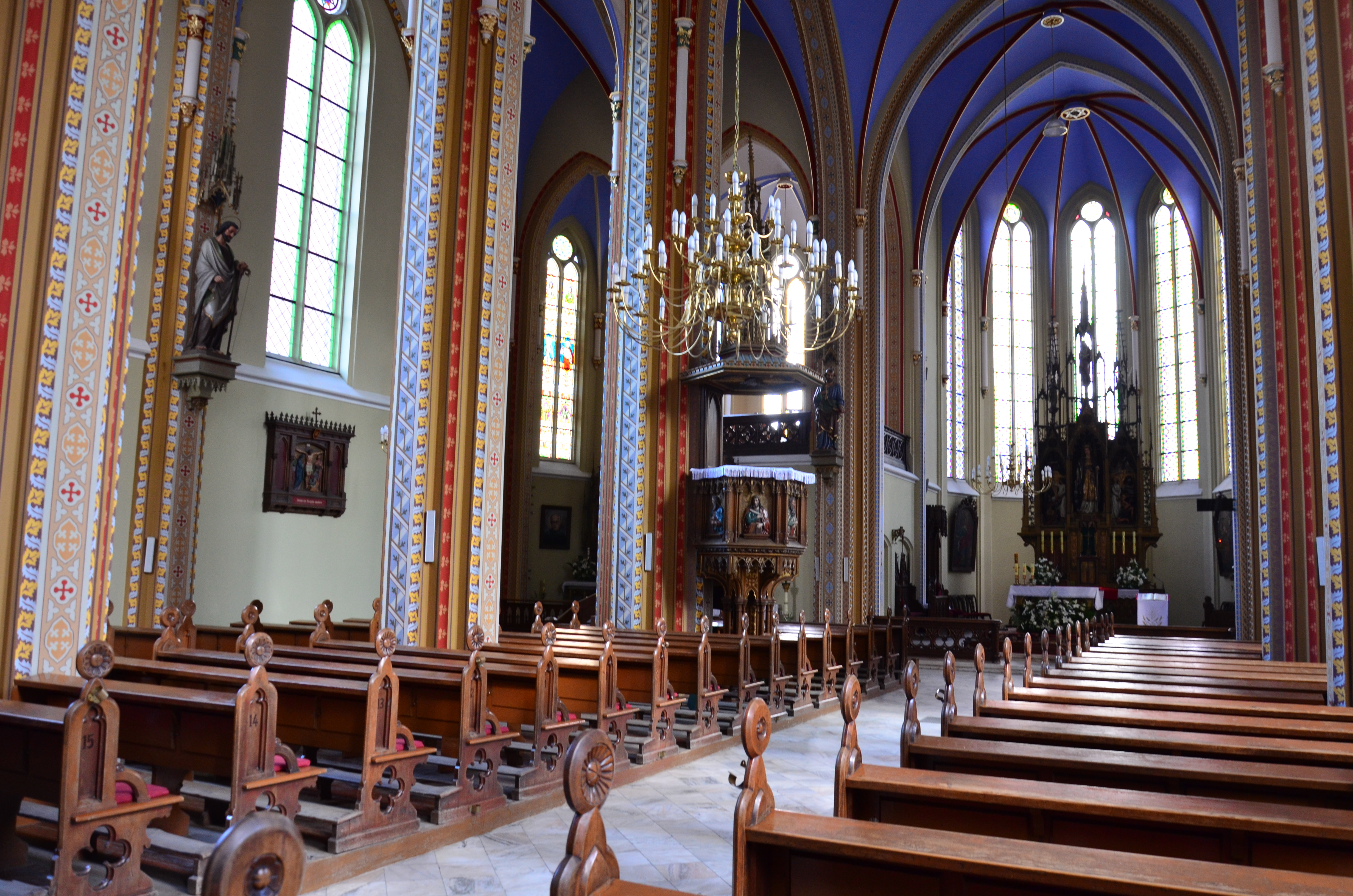
Wnętrze świątyni

Świątynia została zbudowana w latach 1864–1869 w stylu neogotyckim. Fundatorem kościoła był książę Hohenlohe von Oehringen. Świątynia konsekrowana w dniu 6 czerwca 1869 roku przez arcybiskupa Heinricha Förstera. W 1945 budowla została częściowo uszkodzona. Wyremontowana w latach 1963–1964. Na wieży są umieszczone cztery dzwony odlane w latach 1954–1971. Ich nazwy to św. Katarzyna, maryjny, św. Józef i Amanda Droni. Drewniane ołtarze pochodzą z pracowni z Wiednia. Konfesjonały, balustrady i balaski wykonane zostały we Wrocławiu, natomiast rzeźby apostołów i stacje drogi krzyżowej powstały w Monachium.

## Organy
W kościele zainstalowano w 1941 organy firmy Rieger (na tabliczce napis: Opus 2985 Rieger), wyposażone w 31 głosy o trzech manuałach, wolnostojące piszczałki prospektowe, pneumatyczne traktury, wiatrownice stożkowe i rezerwuar: (główny zasobnik – miech pływakowy z jednym podawaczem oraz dwa miechy kompensacyjne).
Dyspozycja instrumentu:
| Manuał I          | Manuał II             | Manuał III            | Pedał                |
| ----------------- | --------------------- | --------------------- | -------------------- |
| 1. Quintadena 16’ | 1. Flötenprinzipal 8’ | 1. Gedecktflöte 8’    | 1. Subbass 16’       |
| 2. Prinzipal 8’   | 2. Salicional 8’      | 2. Unda maria 1–2x 8’ | 2. Zartbass 16’      |
| 3. Gemshorn 8’    | 3. Harfenprinzipal 4’ | 3. Rohrquintade 4’    | 3. Prinzipalflöte 8’ |
| 4. Oktave 4’      | 4. Blockflöte 4’      | 4. Prinzipal 2’       | 4. Choralbass 4’     |
| 5. Rohrflöte 4’   | 5. Rohrquinte 2 2/3’  | 5. Nassat 1 1/3’      | 5. Posaune 16’       |
| 6. Flachflöte 2’  | 6. Sifflöte 2’        | 6. Schweizerpfeife 1’ | 6. Krummhorn 8’      |
| 7. Mixtur 6x      | 7. Terzflöte 1 3/5’   | 7. Zymbel 3x          |                      |
| 8. Trompete 8’    | 8. Scharff 4x         | 8. Oboe 8’            |                      |
|                   | 9. Krummhorn 8’       |                       |                      |